# Гунор и Магор

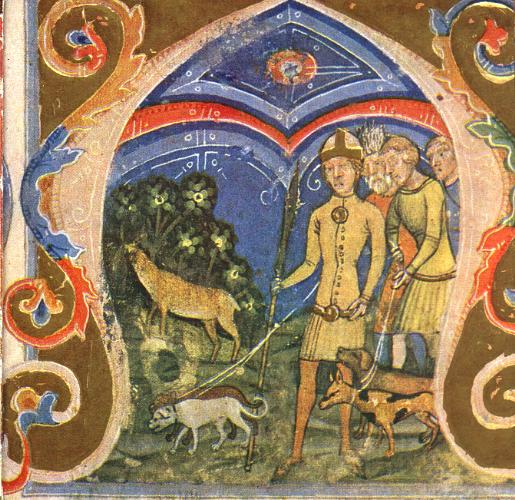
Гунор и Магор на охоте. Иллюстрация из манускрипта Chronicon Pictum

Гунор и Магор — венгерская легенда о происхождении венгров и гуннов.

## Сюжет
Братья Гунор и Магор, сыновья гиганта Менрота (библейского Нимрода), охотились в степи и увидели самку оленя. Они преследовали её до Азовского моря, где она вывела их к плодородной равнине и исчезла. Гунор и Магор увидели, что эта равнина прекрасно подходит для выпаса скота, вернулись домой и попросили у отца разрешение переселиться туда со своими друзьями. Шесть лет спустя они услышали музыку и песни, доносившиеся из степи. Там были жёны сына короля Берека (Bereka) и дочери короля Дулы (Dula), которые устроили празднество. Гунор и Магор увели жён и дочерей, а их потомки стали прародителями гуннов и мадьяр (венгров). В начале XVI века составитель Трипартитума Иштван Вербовций использовал легенду о Гуноре и Магоре (и «скифском происхождении» венгров) для возвеличивания дворянства и оправдания крепостничества.